# 15e cérémonie des Golden Horse Film Festival and Awards
La 15e cérémonie des Golden Horse Film Festival a eu lieu en 1978. 

## Meilleur film
- He Never Gives Up de Li Hsing

## Meilleur réalisateur
- Li Hsing pour He Never Gives Up

## Meilleure actrice
- Tien Niu pour The Diary of Di-Di

## Meilleur acteur
Chin Han (acteur taïwanais) pour He Never Gives Up

## Meilleur montage
Peter Cheung pour Mr Boo fait de la télévision

## Meilleurs décors
Chen Ching-shen pour Le Rêve dans le pavillon rouge (film, 1977)

## Prix spécial pour photographie exceptionnelle
Le Poignard volant